# Социатрия
Социатри́я (от (от лат. socius и др.-греч. ἰατρεία «лечение», «исправление») — это наука, изучающая общественные патологии и расстройства через призму критического подхода, методы их диагностики, профилактики и исправления. Впервые как научная дисциплина предложена Якобом Морено, который понимал под ней область знаний, посвящённую разработке мер предупреждения неправильной организации социальных систем и контроля отклоняющегося группового поведения, совокупность знаний о лечении субъекта, именуемого обществом.

## История термина
Впервые термин «социатрия» и проект создания новой научной дисциплины был предложен Я. Морено. В отличие от социальной психиатрии, предметом которой являются причины отклонения от нормы и дефекты, присущие отдельным индивидам, социатрия интересуется дефектом и недостатками, характерными для определённого общества. Социатрия лечит прежде всего психосоциальные сети, это терапия, пробуждающая самооздоровляющие силы общества и человека. Предполагалось, что в рамках социатрии будут использоваться наработки смежных дисциплин предложенных и развитых Морено: групповую психотерапию, психодраму, социодраму.
Кроме того, Морено полагал, что социатрическую деятельность будет осуществлять особый специалист социатр, задачей которого станет осуществление терапии (консультирования).
В 1942 году Морено вместе со своей будущей женой Зеркой основывает Общество психодрамы и групповой психотерапии, которое издаёт журнал «Социатрия», а с 1947 года — «Социатрия, журнал групповой и межгрупповой терапии» (ныне — «Журнал групповой психотерапии, психодрамы и социометрии»).

## Современное состояние
Новое переосмысление идея социатрии (автор также использует термин «социоатрия») нашла в работах отечественного учёного, кандидата философских наук Сергея Бредихина. По мнению учёного социоатрия должна стать практикоорентированной дисциплиной, и на определённом этапе своего развития будут сформированы отдельные направления, связанные с социальным консультированием, социотерапией и, собственно, социатрией в соответствии с различными уровнями глубины общественных патологий. Кроме того, по мысли Бредихина, социатрия может иметь специализированное приложение к изучению проблем современного общества, «метапрофилактику» — то есть частную дисциплину, изучающую способы преодоления общественных деструкций в мире метамодерна.
Аналогично идеям Морено предполагается, что современная социатрия будет готовить специалистов по исправлению общественных патологией — социаторов или профилакторов, которые на научной основе могли бы заниматься выработкой и внедрением решений конкретных общественных проблем.
К числу принципов социатрии относится:
— критический подход, нацеленный на преодоление социально-негативных явлений и деструкций, а также на преодоление симулятивных порядков;
— нацеленность на познание не частных, но фундаментальных причин общественных патологий, в том числе лежащих в основе общественного строя;
— поиск доказательных методов профилактики и исправления общественных патологий;
— ориентация на выработку надёжных диагностических инструментов, позволяющих выявлять и прогнозировать развитие общественных патологий.